# الغصب

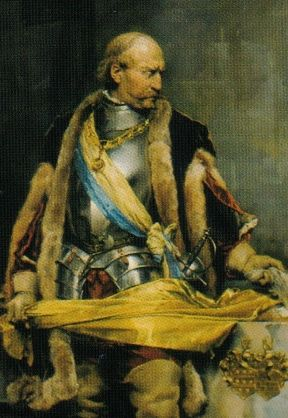

الغصب لغة أخذ الشي مجاهرة، وفي فروع الفقه الإسلامي يدخل صمن المعاملات ومعناه الشرعي: «الاستيلاء على ما للغير ظلما مجاهرة بغير حق». أو هو أخذ مال متقوم محترم مملوك للغير بطريق التعدي. والاستيلاء على الشيء عدوانا إن كان خفية فهو سرقة، وإن كان عدوانا مجاهرة فهو غصب، أما الإستيلاء على الشيء بوجه حق مثل استرداد الحاكم حق المظلوم من الظالم بالقوة فلا يسمى غصبا.
وحكم الغصب حرام باتفاق المسلمين، يعد جريمة وانتهاكا للحقوق، وهو كذلك في القوانين والأعراف.
ومن غصب مالا لأحد لزمه رده فورا، ويأثم بذلك ويلزمه أرش نقصه وأجر مثله، وإذا تلف ضمنه بمثله إن كان له مثل، وإن لم يكن له مثل؛ ضمنه بأقصى القيم من يوم الغصب إلى يوم التلف.

## تعريف الغصب
الغصب لغة: أخذ الشيء ظلما، يقال: غصب الشيء يغصبه غصبا واغتصبه فهو غاصب، وغصبه على الشيء بمعنى: قهره وغصبه منه. والاغتصاب مثله والشيء غصب ومغصوب.
وبالمعنى الشرعي هو: «أخذ مال الغير ظلما وعدوانا».
أو هو: «أخذ مال قهرا تعديا بلا حرابة». والمقصود بأخذ المال الإستيلاء عليه.

## حكم الغصب
قال تعالى: ﴿$2﴾ وحديث: «».
أخرج البخاري في صحيحه في «باب إثم من ظلم شيئا من الأرض» ما نصه: «أن سعيد بن زيد رضي الله عنه قال سمعت رسول الله ﷺ يقول: «مَنْ ظَلَمَ مِنْ الْأَرْضِ شَيْئًا طُوِّقَهُ مِنْ سَبْعِ أَرَضِينَ».
وذكر الحديث في باب بدء الحلق في رواية عن عروة بلفظ: «مَنْ أَخَذَ شِبْرًا مِنَ الْأَرْضِ ظُلْمًا»، وفي حديث عائشة بلفظ: «قِيدَ شِبْرٍ» وهو بكسر القاف وسُكون الياء التَّحْتَانِيَّة، أي: قدر شبر وكأنه ذكر الشبر إشارة إلى استواء القليل والكثير في الوعيد. ومعنى: «طُوِّقَهُ» بضم الطاء المهملة أوله مبنيا للمجهول. وفي رواية عروة: «فَإِنَّهُ يُطَوَّقُهُ» يوم القيامة «مِنْ سَبْعِ أَرَضِينَ» بفتح الرَّاء وجاز إسكانها. بمعنى أنه يتحمل وزر ما أخذه من الأرض ظلما وعدوانا ويكون له ذلك كالطوق وهو ما يوضع في العنق.

## ضمان المغصوب
من غصب مالا لأحد لزمه رده على الفور، ولو تلف فعليه ضمانه.